# Bandicota
Bandicota (Gray, 1873) è un genere di Roditori della famiglia dei Muridi, comunemente noti come ratti bandicoot.

## Descrizione
Al genere Bandicota appartengono roditori di medie e grandi dimensioni, con lunghezza della testa e del corpo tra 150 e 345 mm, la lunghezza della coda tra 125 e 300 mm e un peso fino a 1 kg.
Il cranio ha una bolla timpanica grande, i fori incisivi che si estendono fino alla metà del primo molare. Il palato è lungo. Gli incisivi superiori sono larghi. Lo smalto è generalmente color giallo, talvolta arancione.
Sono caratterizzati dalla seguente formula dentaria:
La pelliccia è lunga e arruffata, cosparsa densamente di lunghi peli, più cospicui sulla schiena posteriore. Il muso è corto e largo. I piedi sono estremamente grandi e larghi. Gli artigli delle mani sono grandi e robusti. I cuscinetti palmari e plantari sono poco sviluppati. La coda è generalmente più corta della testa e del corpo, ed è ricoperta da grosse scaglie. Le femmine hanno generalmente un paio di mammelle pettorali, due paia post-ascellari e due paia inguinali, ma in Bandicota bengalensis il numero totale varia notevolmente, da 5 a 10 paia.

## Distribuzione
Questo genere è diffuso originariamente nel Subcontinente indiano, in Cina e nell'Ecozona orientale. Esemplari sono stati introdotti successivamente in alcune isole del sud-est asiatico, in Arabia Saudita e in Kenya.

## Tassonomia
Il genere comprende 3 specie.
- Bandicota bengalensis
- Bandicota indica
- Bandicota savilei

## Rapporti con l'uomo
Gli individui di questo genere sono divenuti commensali dell'uomo, e sono considerati una seria piaga per gli agricoltori. Irrompono frequentemente nei campi coltivati e contaminano spesso i depositi di cibo. Sono in grado di diffondere la peste ed altre gravi malattie. In compenso, molte popolazioni lo utilizzano come fonte primaria alimentare e ne ricavano grosse quantità di semi depositati nelle loro tane.